# أكاديمية أياكس للشباب
أكاديمية أياكس للشباب هي أكاديمية لكرة القدم للشباب مقرها أمستردام، هولندا، حيث تدير المنظمة ما مجموعه 13 فريقًا للشباب (تتراوح أعمارهم بين 7 و 18 عامًا). الأكاديمية هي عيادة الشباب الأساسية لعملاق كرة القدم الهولندية أياكس أمستردام. يعتمد النادي بشكل كبير على أكاديمية الشباب حيث ينقلون الشباب الواعدين من فرق الشباب إلى الفريق الأول حيث يمكنهم عرض مواهبهم والتطور والوصول إلى النجومية.

## وصلات خارجية
- الموقع الرسمي
- أضواء الأكاديمية: أياكس وبرشلونة – These Football Times (2015) (بالإنجليزية)